# Oecetis amazonica
Oecetis amazonica är en nattsländeart som först beskrevs av Banks 1924.  Oecetis amazonica ingår i släktet Oecetis och familjen långhornssländor. Inga underarter finns listade i Catalogue of Life.